# Piramiskörzet
A piramiskörzet, más néven piramiskomplexum az ókori egyiptomi piramisokat magukba foglaló kultikus épületek csoportja. Fő elemeik már az óbirodalom idején, a IV. dinasztia alatt megjelennek, és a középbirodalom végéig terjedő közel nyolc évszázad alatt nem nagyon változnak. Funkcionálisan a piramiskörzet jelenti az önálló egységet, azon belül a piramis csak egy épület a sok közül, még ha a leglátványosabb is. Számos piramiskörzet bizonyíthatóan működött annak ellenére, hogy a hozzájuk tartozó piramis nem készült el. A piramiskörzetek kultikus és adminisztratív központok voltak, amelyek működését a síralapítványhoz tartozó ingatlanvagyon bevétele biztosította.
A piramiskörzetek helyéül olyan területet választottak, ahol az épületcsoport védve van az áradástól, és az alapkőzet elbírja a piramis tömegét. A piramiskörzetek legtöbb eleme ezért a Nílus-völgyet kísérő nyugati platón található, csak a völgytemplom és a feljáróút nyúlik le az ártérig.

## A piramiskörzet elemei
- Halotti templom
- Piramis
- Kerítésfal
- Völgytemplom
- Feljáróút
- Mellékpiramis
- Hajóárkok
- Járulékos épületek (kiegészítő kápolnák, raktárak, piramisvárosok, stb.)

## Kialakulásának története
A piramiskörzet egyidős a piramisokkal. Dzsószer Lépcsős piramisa is egy összetett rendszer részeként épült, amelyben a később klasszikussá vált piramiskörzetek főbb elemei megjelentek, más elemek pedig kezdeti állapotukban felismerhetők. A klasszikus piramiskörzetek felé a következő jelentős lépést a mejdúmi piramis  jelentette, majd a komplexumok az V. dinasztia idején érték el végső alakjukat. A Középbirodalom piramisainál a klasszikus minta némi módosulással jelenik meg. Az újbirodalmi piramisoknál az analógiák már nehezebben felismerhetők, de hatásuk még a XVIII-XXI. dinasztia királysírjai esetében is megfigyelhető.
Dzsószer Lépcsős piramisánál a piramis mellett megjelent a halotti templom, a kerítésfal, a szerdáb, déli sír, és az uralkodás harmincadik évfordulóján elvégzendő heb szed ünnepi rítusok számára készült épületek, terek. Ezek közül az építmények közül némelyek eltűntek a későbbi piramiskörzetekből, mások feltételezhetően átalakultak, de a piramis, a kerítésfal és a halotti templom megmaradt mindvégig, amíg a nagy méretű piramisok építése szokásban volt. A későbbi lépcsős piramisok közül egy sem készült el teljesen, de a Lépcsős Piramisnál meglévő legfontosabb elemek beazonosíthatók.
Az első, klasszikusra már hasonlító piramiskörzetet Huni (és/vagy Sznofru) építtette a mejdúmi piramisnál (Álpiramis vagy Hamis piramis). Itt jelent meg először a feljáróút és a (kultikus) mellékpiramis, és ez az épület volt az első kísérlet a valódi piramis forma kialakítására. Feltételezhető, hogy völgytemplom is épült hozzá, annak valószínűsíthető helye azonban jelenleg termőterület alatt van, a feltárást lehetetlenné tevő körülmények között. A mejdúmi piramis mellékpiramisa sem látható, mivel maradványait vastag törmelékhalom borítja. Klasszikus piramiskörzetnek Hufu Nagy piramisának körzetét tekintik, de a fejlődésük folyamata nem állt meg, és egyes elemek a későbbi (újbirodalmi) halotti templomokban is felismerhetőek.
Nem tekinthetők hagyományos piramiskörzetnek az újbirodalmi, piramis felépítményű magánsírok, a núbiai piramisok, és a III. dinasztia végén épült, ismeretlen célú, kis méretű lépcsős piramisok, amelyeknek jellemzően alépítménye sincs.

## Az egyes építmények és szerepük

### Halotti templom
A halotti templom a piramiskörzet – kultikus szempontból – legfontosabb egysége. Ismert olyan piramiskörzet, például Dzsedefré piramisa, ahol a piramis építése éppen csak elkezdődött, máris félbe maradt; mégis használták a piramiskörzetet, mivel a halotti templom erre már alkalmas volt. Ugyanakkor szinte teljesen kész piramisokat egyáltalán nem használtak, mivel nem volt megfelelő halotti templomuk. Az utóbbira jó példa a két mazgúnai piramis, vagy Hendzser piramisa.
A halotti templom központi része kezdetben inkább csak kis áldozókápolna, egy hotep hieroglifa alakjára faragott oltárkő volt, két oldalán egy-egy sztélével. A koncepció a mejdúmi piramisnál és a Tört Piramisnál kitűnően megfigyelhető: az oltárkő elhelyezésére kis méretű, fedett épület szolgált, amit kőfallal körülvett aprócska udvar fogott körbe. Hafré piramisánál jelent meg az első, klasszikus halotti templom, amelynek fő egységei megtalálhatók a későbbi épületeknél is. A bejáratot a feljáróúthoz csatlakozó, hosszanti előcsarnok képezte, ami egy, az épülethez képest tágas, nyitott udvarra nyílt. Az udvar egyes oldalait, vagy minden oldalát oszlopok díszítették, esetleg a falakon beugrók vagy paneles díszítések sorakoztak. Az udvarról egy oszlopcsarnokon avagy portikuszon keresztül az öt szoborfülkéhez lehetett jutni, amelyek a királyság aspektusait ábrázoló szobrokat tartalmaztak, és a VI. dinasztia elejétől (Teti piramisától kezdve) bizonyíthatóan egyszárnyú faajtók zárták el a külvilágtól. Az öt szoborfülke mögött – gyakran egy keresztfolyosóról – nyílt a szentély, amelynek nyugati falánál királyszobor vagy álajtó volt, esetleg mindkettő. Elé áldozókamra kerülhetett, aminek közepén kőoltár állt, de a klasszikus halotti templomok esetében már nem hotep, hanem egyszerű, téglatest alakú. Esetenként a keresztfolyosón további álajtókat helyeztek el. E fő helyiségek körül keskeny, hosszú tárolóhelyiségeket alakítottak ki, illetve rendszerint kijárat is nyílt a piramis és az azt körülvevő kerítésfal által bezárt területre. A VI. dinasztiától kezdve a szentély felé csak egy kis, négyzetes alaprajzú, egyetlen oszloppal „díszített” előszobán, az egyoszlopos kamrán avagy antichambre carrée-n keresztül lehetett bejutni.
A halotti templom tájolása lehetett észak-déli, vagy kelet-nyugati. A tájolás alapján típusokat is szokás megkülönböztetni. A lépcsős piramisok halotti temploma rendszerint észak-déli tájolású, és ezek a piramis északi oldalán helyezkedtek el. A klasszikus piramiskörzetek halotti temploma a piramis keleti oldalán, kelet-nyugati tájolású, de akad ez alól kivétel is, például Uszerkaf piramisának halotti temploma a piramis déli oldalán, észak-déli tájolással épült. Ez a piramiskörzet számos más tekintetben is rendhagyó. A Középbirodalmi piramisoknál váltakozik, hogy a halotti templomot a déli oldalra, észak-déli tájolással, vagy a keleti oldalra, kelet-nyugati tájolással építették. A tájolásnál egyes építmények esetén nem a tényleges égtájakat vették figyelembe, hanem a Nílus folyásirányát tekintették észak-déli tengelynek. (Ez más templomoknál is előfordult, például a Luxori templomnál is.)

### Piramis
A piramis a piramiskörzetek leglátványosabb eleme. A III. dinasztia idején lépcsős piramisokat emeltek, amelyek többé-kevésbé négyzethez tartó téglalap alapúra épültek. A IV. dinasztia hajnalán jelentek meg a valódi piramisok, amelyek négyzet alapú gúla alakúak. (Kivétel ez alól a Tört falú piramis amely minden bizonnyal az építés során tapasztalt statikai problémák miatt megtörik, így nem illeszkedik az elvárt formához.)
A piramisok az óbirodalom idején kőből épültek, a középbirodalom idején azonban a költségek és az építés időigényének csökkentése céljából áttértek a „magházas” piramisokra, amelyeket kőből vagy nyerstéglából épített vázszerkezet, és az annak közeit kitöltő törmelék, homok, esetenként nyerstégla töltőanyag alkot. A piramisokat mészkő vagy gránit burkolattal, vagy a kettő kombinációjával fedték.
Az Óbirodalom egy rövid szakaszában a piramisok is azonos mintára készültek. A minta még az V. dinasztia idején megjelent, de általánossá a VI. dinasztia idején vált, majd feledésbe ment. A „szabványos” piramisok egységes méretben épültek, az alépítményük is azonos kialakítású. Az északi oldalon lévő bejárattól induló, rövid, lejtős aknát egy vízszintesen futó folyosó követte, három gránit záróblokkal, és a piramis középpontja alatt egy előkamrával, amelyből nyugat felé nyílt a sírkamra, dél felé pedig egy másik kamra. A sírkamra mennyezetén jellemző volt a sötétkék alapon sárga csillagokból álló mintázat. A falakon a Piramisszövegek mondásai álltak. Az időszak piramisait gyenge minőségű kőből, felszínes munkával építették, majd a fáraókor letűntével kőfejtőnek használták, így ma ezek az épületek igen rossz állapotban vannak. Közülük egyedül a Teti-piramis látogatható.
A piramisok leginkább szimbolikus építmények, amelyek a felemelkedés helyét (ahol az uralkodó a túlvilágra emelkedik) jelképezik. Más, de szintén ókori értelmezés szerint a piramis a létra, amelyen az uralkodó felhághat az égbe. Szimbolikájában a piramis a fényhegy (más néven zodiákus fény) megjelenítése, amely egy napkeltekor és napnyugtakor látható légköri fénytörési jelenség, és így a nap ciklikus eltűnésével és újra felbukkanásával, ezen keresztül pedig az újjászületéssel kapcsolatos.

### Kerítésfal

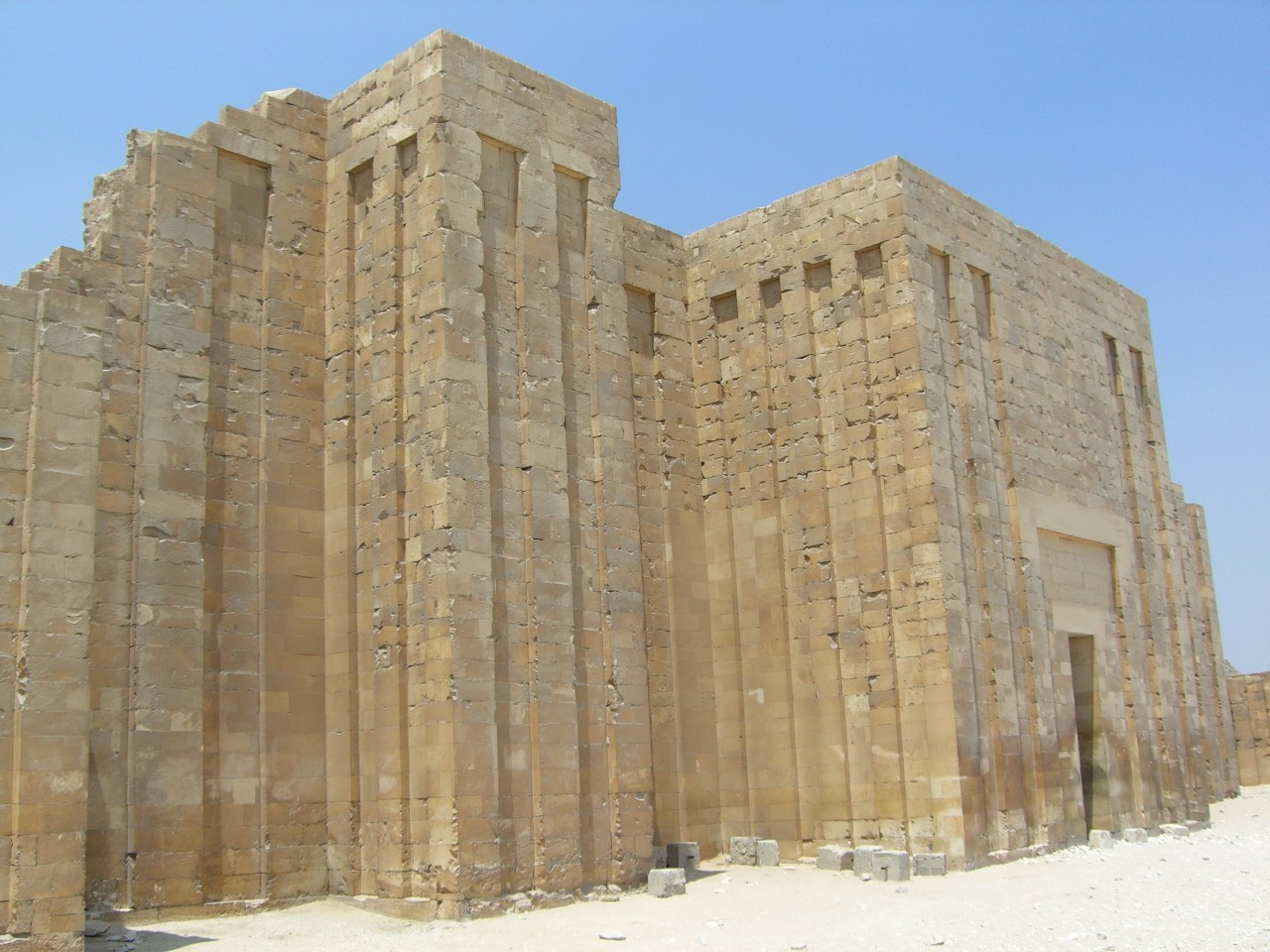
Dzsószer palotahomlokzatos fala

A kerítésfal, idegen nevén temenosz a piramiskörzetet (vagy bármely más templom körzetét), illetve azon belül az egyes részeket elkülönítő fal. Fizikai szerepén túl elválasztotta a megszentelt helyet a külvilágtól, a magasztosat a profántól, de ennek értékelése is változó idővel. Sznofru tört falú piramisánál a kerítésfal kiöblösödött, hogy a kultikus piramist a körzethez kapcsolhassa, Hufu, Hafré és Menkauré kerítésfala elkerüli a kultikus piramist és messze van a királynék piramisaitól. Uszerkafnál a kultikus piramis belül helyezkedik el, a királynéé viszont nem. Dzsedkaré Iszeszi szövevényes falrendszert építtetett, ahol a fő kerítésfalhoz szervesen kapcsolódó mellékfal keríti körbe a királyné piramisát (miközben az valójában kívül van a körzeten). Végül II. Pepi esetében a fő kerítésfal újra csak a kultikus piramist zárja a halotti körzetbe, és a királynéi piramisok teljesen önálló kerítésfalat kaptak.
A középbirodalom korában I. Szenuszert két koncentrikus kerítésfalat emeltetett, amelyből a belső csak a kultikus piramist kerítette le, a külső viszont az összes feleség piramisát is, miközben a feleségek piramisainak saját kerítésfaluk is volt. II. Szenuszertnél kultikus piramisnak nincs nyoma, a kerítésfal a királynéi piramist és még néhány masztabát is körbeveszi. III. Szenuszert újra dupla kerítésfalat emelt, ahol a második körzet tartalmazza a királynék piramisait, a belső viszont csak a keleti templomot. Az utolsó ismert piramis, Hendzseré is dupla kerítésfalas, egyetlen mellékpiramissal, amely a második körzetben van.
A kerítésfal rendszerint 1–3 méter vastag, és 5–10 méter magas volt. Építéséhez követ, nyerstéglát egyaránt felhasználhattak.
Dzsószer lépcsős piramisának kőből épült kerítésfalán jól megmaradt a palotahomlokzat-díszítés, amely ma a bejárat környékén, illetve a déli oldal rekonstruált szakaszán igen látványossá teszi a falat. Valamennyire hasonló a mazgúnai déli piramis kerítésfala is, de az nem a szokásos palotahomlokzat-mintára épült, hanem hullámos nyomvonalú.

### Völgytemplom
A völgytemplom a piramiskörzet legkeletebbre eső és legalacsonyabban fekvő építménye, amely a Nílus árterének szélére épült. Hufu Nazlet el-Hammán falu csatornázásakor meglelt völgytemplománál, illetve Hafré völgytemplománál rekonstruálható volt, hogy a völgytemplomhoz kikötő is tartozott, amihez a feltételezések szerint hajózható csatorna is vezetett. A völgytemplom rakpartja képezte a piramiskörzet bejáratát, innen egy előcsarnokon keresztül nyitott udvarra vezetett az út, amelynek nyugati oldalán a halotti temploméhoz hasonló áldozóhely és szentély állt. Ezen kívül tárolóhelyiségeket is kialakítottak az épületben, és biztosították a tető megközelíthetőségét is – ez arra mutat, hogy egyes rítusokat a templom tetején, a nap fényénél kellett elvégezni.
A völgytemplom szerepe nem teljesen tisztázott. Összekapcsolják a mumifikálással is, miszerint a mumifikálósátor kőből épített jelképe, vagy éppen a művelet tényleges helye. Az uralkodó halála után a völgytemplom lehetett a halotti kultusz tényleges helyszíne, míg a halotti templom csak a piramiskörzet papjai számára lehetett fenntartva. Mark Lehner Hafré völgytemplomáról szólva még azt a feltételezést is megengedi, hogy a völgytemplom egyfajta spirituális energiákat gyűjtő és fókuszáló hely lehetett. Az V. dinasztia naptemplomaihoz is épült völgytemplom és feljáróút.
A legkorábbi völgytemplom feltehetőleg a mejdúmi piramishoz épült, ám annak eddig nem sikerült a nyomára bukkanni. A tört falú piramis völgytemploma a legrégebbi ismert völgytemplom. Ennek romjai közül rendkívül szép domborműveket sikerült feltárni, amelyek a korszak igen magas művészeti színvonalát bizonyítják.

### Feljáróút
A feljáróút volt az összekötőkapocs a völgytemplom és a halotti templom között. Vastag falakkal körülvett, kövezett vagy döngölt útvonalként vezetett fel a platón álló halotti templomhoz, rendszerint több száz méter hosszon. A leghosszabb feljáróút megközelíti az 1800 métert.
A feljáróút a vallási szempontból ideális esetben egyenes, és pontosan kelet-nyugati irányba vezet. Ezt a gyakorlatban nem igyekeztek érvényesíteni, nem ritka az olyan feljáróút, ami jelentősen kitér az ideális iránytól, vagy éppen megtörik. Arra azonban törekedtek, hogy a feljáróút egyenletes emelkedésű legyen. Ennek érdekében némelyik piramiskörzetnél igen tekintélyes töltéseket kellett építeni az útba eső kisebb vízmosások, akadályok leküzdéséhez, mint például II. Teti vagy Menkauré piramiskörzeténél. Ez alapján kézenfekvő az egyiptológusok azon feltételezése, hogy a feljáróút az építés során felvonulási, illetve szállítási útvonalként (is) szolgált. Hérodotosz Egyiptomban tett látogatása leírásakor nem mulasztja el közölni, hogy Hufu piramisának feljáró útja egyenértékű alkotás magával a Piramissal. Az eredetileg 40 méter szintkülönbséget áthidaló, közel 740 méter hosszú és 18 méter széles út valóban nagy volumenű létesítmény volt.
A feljáróút falait többnyire domborművekkel díszítették. Ilyen dombormű az ismert éhínség-relief Unisz feljáróútjáról, amelyen az uralkodó csonttá soványodott sivataglakókat ment meg az éhhaláltól. Más esetben mesterségeket, és más, sírokból megszokott, többnyire a mindennapi életből vett jeleneteket látni ezeken a domborműveken.
A feljáróutakkal kapcsolatban visszatérő kérdés, hogy fedettek voltak-e. Az Unisz-feljáróutat kőtömbökkel fedték, ez egy rövid szakaszon rekonstruálva meg is tekinthető. Más piramiskörzetek esetében nem ennyire egyértelmű a kérdés. Menkauré piramiskörzeténél George Andrew Reisner arra a következtetésre jutott, hogy az ahhoz épült feljáróút fagerendákon nyugvó gyékénnyel lehetett fedve.

### Mellékpiramis
A mellékpiramisok (más néven szatellit piramisok) a piramiskörzet központi piramisánál lényegesen kisebb épületek, amelyek két főbb csoportra oszthatók.

#### Kultikus mellékpiramis
A kultikus  vagy áldozati piramis elsőként a mejdúmi piramisnál jelent meg, de az ottani mellékpiramis ma már a törmelék alatt van, és nem látható. Jellemzően két helyen szokott lenni: vagy a piramis délkeleti sarkánál áll, vagy a piramis déli oldalának felezőjénél. Jellemző tulajdonsága még, hogy magassága a központi piramis magasságának az ötöde körül van, és az alépítménye egy, az északi oldalon nyíló rövid folyosóból, és egy, a piramis középpontja alatt elhelyezkedő, T alakú kamrából áll. Oldalfalának meredeksége a főpiramishoz képest sokkal nagyobb lehet, nem ritkán megközelíti, vagy akár meg is haladja a 60°-ot. Ez a kisebb méretből adódó kisebb tömeg miatt nem jelentett statikai problémát. A kultikus mellékpiramisoknak is gyakran van saját kápolnájuk, vagy legalább egy szentélyük, rendszerint a keleti oldalon. Az V. dinasztiától ezek mellett is megjelennek az északi kápolnák.
A kultikus mellékpiramis szerepe sem tisztázott. Hufu mellékpiramisát Zahi Hawass a 30. jubileumi (heb szed) ünnepség szertartásaival hozta összefüggésbe, mások a Dzsószer piramiskörzeténél látható déli sírral, illetve a szerdábbal igyekeznek párhuzamba állítani. Hafré mellékpiramisának alépítményében egy szándékosan összetört szobortartó szán maradványait találtak a kutatók. Sajnos ez a lelet szinte mindegyik elmélethez kiválóan felhasználható, így a kérdés eldöntésében nem jelent támpontot. II. Pepi mellékpiramisában azonban valamivel használhatóbb maradványok: ételáldozatokhoz használt edények kerültek elő Gustave Jéquier kutatásai nyomán, e lelet nyomán szokás áldozati piramisnak is nevezni ezt az épülettípust. Lényeges lehet azonban, hogy a Hafré mellékpiramisa a piramis déli oldalán, a piramis középvonalában helyezkedett el, míg II. Pepi piramisa a piramis délkeleti sarkánál. Ez az elhelyezkedésbeli különbség eltérő szerepet is jelezhet, ez azonban még nem tisztázott.

#### Királynéi piramis
A királynéi piramisok először Hnum-Hufu Nagy Piramisához épültek. Ennél a piramiskomplexumnál a halotti templom mellett, a piramistól keletre állnak, később azonban jellemzően a piramis déli oldalára kerültek, de szinte bárhol előfordulhatnak a piramiskörzetben – és akár a tágabb környékén. Ez egyes esetben gondot jelent a mai tudósoknak, amikor nem dönthető el egyértelműen, hogy egy királyné piramisa egy másik piramiskörzethez tartozott, vagy önálló piramis volt – például II. Hentkauesz esetében, akiről eddig nem sikerült egyértelműen eldönteni, hogy uralkodott-e önállóan is, vagy sem.
A IV. dinasztia királynéi mellékpiramisai gyakran lépcsős piramisnak épültek. Jellemző alépítményük egyszerű: az északi oldalon nyíló rövid, lejtős folyosó az alján esetleg derékszögben megtörik, és egy kelet-nyugati tájolású, kis méretű kamrába vezet. Egyes ritka esetekben az alépítmény szinte független a felépítménytől, mintha a piramist utólag építették volna oda. A királynéi piramisok ritka példája a Teti feleségének, I. Iputnak épült piramis Szakkara északi részén, aminek egyáltalán nincs bejárata, mivel utólag építették egy aknasír fölé. (E piramis meghökkentő különlegessége az is, hogy a szokásos négy helyett öt kanópuszedényt találtak benne.)
A királynéi piramisoknál is rendszerint megtalálhatók az áldozókápolnák a keleti oldalon, és ugyanúgy megjelenik az északi kápolna is. Az abu szíri piramisoknál már szinte önálló halotti templom épül hozzájuk, így egyes királynéi piramisokról még nehezebb eldönteni, hogy önálló piramiskörzetnek épültek-e, vagy egy másik piramiskörzet részei. Dzsedkaré Iszeszi piramiskörzetében már a királynéi mellékpiramisoknak is van kultikus mellékpiramisa.

### Hajógödrök
A hajógödrök különféle méretű, árokszerű, többnyire 2 – 5 méter mély vermek a piramiskörzeten belül. Némelyiküket valamilyen nemesebb kővel gondosan ki is bélelték, másokat az alapkőzetbe vágtak, és annak falát eldolgozva alakították ki a kívánt felületet. Egyes hajógödrökben valóban találtak hajót is a feltárók, máshol hajómodellek voltak a hajógödrökben elhelyezve. Több esetben arra utal a kialakítás, hogy maga a hajógödör volt hivatott a hajót jelképezni, illetve pótolni. Hnum-Hufu piramiskörzetének hajógödrei közül kettőben életnagyságú, elemeire bontott cédrusfa bárkát találtak, amelyek közül az egyik jelenleg is a helyén van, hogy ne romolhasson túlzott mértékben az állaga, míg a másik a Nagy Piramis melletti bárkamúzeumban van kiállítva.
A hajógödrök azt mutatják, hogy az óbirodalmi (sőt, még korábbi) halotti kultuszban már igen nagy szerepet kapott a hajó. Ez a szoláris túlvilágképpel magyarázható, amely szerint az elhunyt uralkodónak el kell jutnia Ré bárkájához, hogy azon Réhez csatlakozva élhesse túlvilági életét.
Sörös István elmélete szerint a Nagy Piramis mellett fellelt hajóknak az építés során volt szerepük. Az érdekes okfejtése azonban jó néhány kérdést nyitva hagy, így további viták tárgyát képezi.
A hajógödrök nem csak a piramiskörzeteknél, hanem az V. dinasztia naptemplomainál is jelen vannak. Az Abu Guráb-i naptemplom mellett egy különleges megoldás található: nem hajógödröt építettek, és nem modelleket helyeztek el a Naptemplom mellett, hanem kőből építettek egy hajót.

### Járulékos épületek
A piramiskörzetekhez több egyéb épület is tartozhatott. A kápolnák és a „halottak városai” kultikus célokat szolgáltak, míg a különféle raktárak, magazinok a kultuszhoz szükséges tárgyak, áldozatok tárolására, illetve a piramiskörzet, mint adminisztratív központ raktározási feladataira épültek. Nem tartoznak szorosan a piramiskörzethez a piramisvárosok, ahol a piramis építői, illetve a piramiskörzetben dolgozó hivatalnokok, és az ott szolgálatot teljesítő papok éltek. A piramisok építésének idejéből néhány helyen rámpák, felvonulási utak is megmaradtak, mint a mejdúmi piramisnál. A piramiskörzetek közvetlen közelében több helyen megtalálhatók azok a kőfejtők, amelyek az építkezéshez a fő alapanyagot adták. Ezek némelyikét később feltöltötték az építkezéshez emelt ideiglenes építmények törmelékével, ahogy az a Menkauré-piramis közelében található kőfejtőnél is megfigyelhető.

#### Északi kápolna
A bejárati vagy északi kápolna a piramis északi oldalán épült. Apró, négyzethez hasonló alaprajzú, fedett építmény a piramis bejárata közelében, vagy a felett. Az első északi kápolna Sznofru tört falú piramisánál épült (érdekesség, hogy a mellékpiramishoz is építettek ilyet), de a IV. dinasztia idején nem vált szokássá. A következő piramis, amelyhez északi kápolnát építettek, Dzsedkaré Iszeszi piramisa Szakkara déli részén. A bejárati kápolna ekkortól a piramiskörzetek szerves része lett. A középbirodalom idején is szokásban maradt. Azért pontosabb az északi kápolna elnevezés, mert ekkor már nem feltételnül a bejárathoz emelték. II. Szenuszert illahuni piramisa esetén a kápolna az északi oldalra épült, de az alépítmény bejárata a déli oldalon.

#### A „holtak városai”: a királyi temetők
A piramiskörzetek körül kialakult, városszerű, szabályos elrendezésű, utcákkal tagolt temetők előképe a mejdúmi piramis mellett jelent meg, de az ottani temető sírjainak többsége sosem készült el teljesen, és nem is használták őket. Ennek oka abban rejlik, hogy Sznofru, akinek uralma alatt a temetőt építeni kezdték, Dahsúrba tette át kultusza székhelyét. Dahsúri piramisai körül már szabályosabban kirajzolódik a „holtak városa”, ami igazi tetőpontját Hnum-Hufu idején érte el. A Nagy piramis körül kelet-nyugati irányban húzódó temetkezési körzet szemmel láthatóan tervszerű rendben épített masztabákból áll. A sűrűn egymás mellé épített masztabák tulajdonosaiban felmerült az igény valamiféle elkülönülésre is: a gízai plató nekropolisza három, falakkal jól elhatárolt részből áll. A falak Hafré és Menkauré temetőkörzete körül még kivehetők, Hufué éppen csak kimutatható. Az utolsó ilyen fajta „halottak városa” I. Hentkauesz gízai masztabájának feljáróútja mellett épült, ahol az V. dinasztia papjainak sírépítményei sorakoznak.
A „halottak városa” ideológiai tartalma kétirányú függőséget mutat: az elhunyt uralkodó így nem hiányolja majd szolgáit a túlvilágon, és a királyi kegyben részesült alattvalók holtuk után is részesülnek a király kegyelméből az áldozatokban.

#### Raktárak, magazinok
A Dzsószer-piramis körzetében is épült egy sor épület, amit ma raktárként (szakszövegekben gyakran magazinként) azonosítanak. A III. dinasztia lépcsős piramisainál ezek a földfelszín alá is kerülhettek, és számuk nemritkán a százat is meghaladta. Hafré piramisának nyugati oldalán is található egy sor ilyen raktár, és a nyomok alapján Menkauré piramisa mellett is kellett legyen ilyen. Az V. dinasztia piramiskörzeteinek raktárai nyújtottak betekintést a piramiskörzetek közigazgatási feladataiba, amikor Miroslav Verner munkálatai során rábukkant a gazdasági témájú Abu szíri papiruszokra.

#### Piramisvárosok
A piramisvárosok nem tartoznak a piramiskörzetekhez, de szorosan összefüggenek azokkal. Mark Lehner gízai ásatásai során feltárta Hafré piramisvárosát, ahol a piramist építő munkások szálláshelyei és műhelyei voltak. A leletek betekintést nyújtottak a piramisépítők jól szervezett mindennapjaiba, és a lakóhelyek közelében talált temetők csontvázai képet adtak arról, hogy milyen megterhelő munkát végeztek: a csontok deformációi rendkívül kemény fizikai terhelésről tanúskodtak. Piramisvárosnak épült a középbirodalmi el-Lahun (régebbi tanulmányokban Káhún) is, amelynek feltárása az ókori egyiptomi városi élet megismerésének alapja lett.

#### Másodlagos temetkezések
A piramisok mellett gyakran találni későbbi korokból származó sírokat, sőt, egyes piramisokból későbbi betemetkezésekből származó leletek kerültek elő. Az egyik leghíresebb ezek közül a XIII. dinasztia egyik kevéssé ismert uralkodójának Hór-Auibrének a sírja, amely III. Amenhotep dahsúri Fekete-piramisa egyik aknájában volt. A temetkezésből származó legismertebb lelet Hór-Auibré fából faragott ka-szobra. Sajnálatos módon a másodlagos betemetkezések alkalmanként gondot okoznak a feltáróknak, például a kormeghatározás terén. Hasonló problémát jelentett a Menkauré-piramisban talált, de jóval későbbinek bizonyult szarkofág.

#### Lakó- és gazdasági épületek
A lakó- és gazdasági épületek jellemzően nem tartoztak a piramiskörzetekhez. Gyakran a piramiskörzet közelében, de azon kívül telepedtek le a piramiskörzetben szolgálatot adó papok, illetve az ott dolgozó tisztviselők, munkások. A kőépületek védelme azonban annyira vonzónak bizonyult, hogy több helyen találtak a piramiskörzeten belül, a völgytemplomokban és a halotti templomokban is lakóházakat, gazdasági épületeket, műhelyeket. Ezek a kultusz megszűnése után a falak közé költözött emberek mindennapi életterei voltak. A viszonylag szűk terekben igyekeztek minél többen menedéket találni, így Mark Lehner megfogalmazása szerint „szent nyomornegyedek” (eredetiben sacred slums) alakultak ki. A házak, élőterek kialakításánál gyakran megrongálták az eredeti építményeket, hogy a használati igényeknek jobban megfeleljenek, így az épületek eredeti kialakításának, funkcióinak feltárását ezek a beépítkezések megnehezítik. Ugyanakkor képet adhatnak a korabeli mindennapi életről is, sőt, kisebb állagfenntartási munkák révén (mint Menkauré völgytemplomának esőzés által elmosott, és a templom lakói által újraépített nyugati része esetén) valamennyire lassíthatták is a kultikus épületek pusztulását.

## Ajánlott irodalom
Magyar nyelven:
- Kákosy László. Az ókori Egyiptom története és kultúrája. Budapest: Osiris (2003). ISBN 963-389-497-2 ISSN 1218-9855
- Lehner, Mark. Piramisok nagykönyve. Budapest: Alexandra (1997). ISBN 963-368-463-3
- Siliotti, Alberto, dr. Hawass, Zahi. Egyiptomi piramisok. Budapest: Gabo Kiadó [1998]. ISBN 963-800-955-1
- Baines, John, Málek, Jaromír. Az ókori Egyiptom atlasza, ford. Udvarhelyi László (magyar nyelven), Budapest: Helikon Kiadó Kft.. 1. kiadás: ISBN 963-208-068-8, 2. kiadás: ISBN 963-208-642-2 [1992] (2000)

- dr. Hawass, Zahi. A fáraók hegyei – a piramisépítők története, fordította Kmilcsik Ágnes, Debrecen: Gold Book Kiadó [2007]. ISBN 978-963-426-049-3
- Kákosy László, Varga Edit. Egy évezred a Nílus völgyében (Memphisz az Óbirodalom korában). Budapest: Gondolat Kiadó. ISBN nélkül [1970]

Angol nyelven:
- Lehner, Mark. The Complete Pyramids (angol nyelven). London: Thames & Hudson [1997] (1998). ISBN 0500050848

- Verner, Miroslav. The Pyramids – The Mystery, Culture, and Science of Egypt's Great Monuments (angol nyelven). Kairó: The American University in Cairo Press [2002] (2004). ISBN 9774247035

## Külső hivatkozások
- Piramisok.hu: műholdképes link- és fotógyűjtemény (szerk: Gulyás András egyiptológus)
- Hogyan építsünk piramist?[halott link] - a piramisok és piramiskörzetek építésével kapcsolatos eszmefuttatás a KEMET = Az Ókori Egyiptom honlapon
- A kőbe zárt fény költészete[halott link] - a fény és a sötétség szerepe a piramiskörzetek építészetében (KEMET = Az Ókori Egyiptom)